# Kidam
Kidam (ou Nkidam) est une localité du Cameroun située dans le département du Logone-et-Chari et la Région de l'Extrême-Nord, au sud du lac Tchad, à la frontière avec le Tchad. Elle fait partie de la commune de Logone-Birni et du canton de Madiako. On distingue parfois Kidam Bornoua et Kidam Mousgoum.

## Population
Lors du recensement de 2005, 905 personnes ont été dénombrées à Kidam Bornoua et 697 à Kidam Mousgoum.

## Infrastructures
Kidam est doté d'un établissement d'enseignement secondaire public (CES).